# Херсонская ТЭЦ
Херсонская ТЭЦ (укр. Херсонська ТЕЦ) — электростанция в городе Херсон Херсонской области Украины.

## Станция
ТЭЦ работает в параллели с Единой энергетической системой Украины по линиям — 154 кВ и с помощью трёх трансформаторов связи.
Система циркуляционного водоснабжения ТЭЦ замкнутая с двумя градирнями башенного типа площадью охлаждения 500 м² каждая. Техническое водоснабжение ТЭЦ поступает от береговой насосной станции по трём напорным трубопроводам. На балансе ТЭЦ насчитывается 8 центральных, 15 групповых, 56 индивидуальных теплопроводов, 110 узлов присоединения отопления и 76 узлов присоединения горячего водоснабжения, 15 подкачивающих и перекачивающих насосных станций.
План рабочей мощности в 2010 году составил 13,3 МВт. Фактическая мощность в 2010 году составила 12,8 МВт.

## История
Херсонская ТЭЦ строилась в две очереди.
Первая очередь ХТЭЦ сооружена в 1955-58 годах. Состояла из четырёх котлов ЦКТИ-75-39Ф и двух турбогенераторов типа ПТ-12-35/10 (перемаркированных в 1991 году на 10 МВт).
Вторая очередь построена в период 1965-69 годов. Состояла из трёх энергетических котлов типа БКЗ-160-100Ф, двух турбогенераторов типа ПР-25-90/10-0,9 и двух водогрейных котлов типа ПТВМ-50-1.
До 1981 года ХТЕЦ использовала твёрдое топливо — уголь. Поскольку Херсонская ТЭЦ находится в городской черте, в 1978—1981 годах была осуществлена реконструкция котлов на сжигание мазута и природного газа.
Существующие энергетические котлы ТЭЦ были реконструированы с увеличением паропроизводительности: котлы ст. № 1 — 4 из 75 т/ч до 105 т/ч, котлы ст. № 5 — 7 из 160 т/ч до 200 т/ч каждый.
Турбогенераторы ст. № 3 и № 4 типа ПР-25-90/10/0,9 были также реконструированы с повышением расчётного расхода пара и увеличением единичной мощности до 35 МВт (в 1991 году перемаркированный на 30 МВт). Энергетические котлы установлены в главном корпусе, водогрейные в отдельном здании. Паровые котлы подключены к общей дымовой трубе высотой 120 метров и диаметром устья 6 метров.
В ноябре 2022 года вместе с другими объектами инфраструктуры Херсона была взорвана российской армией перед отступлением из города.